# Reformierte Kirche Bachs

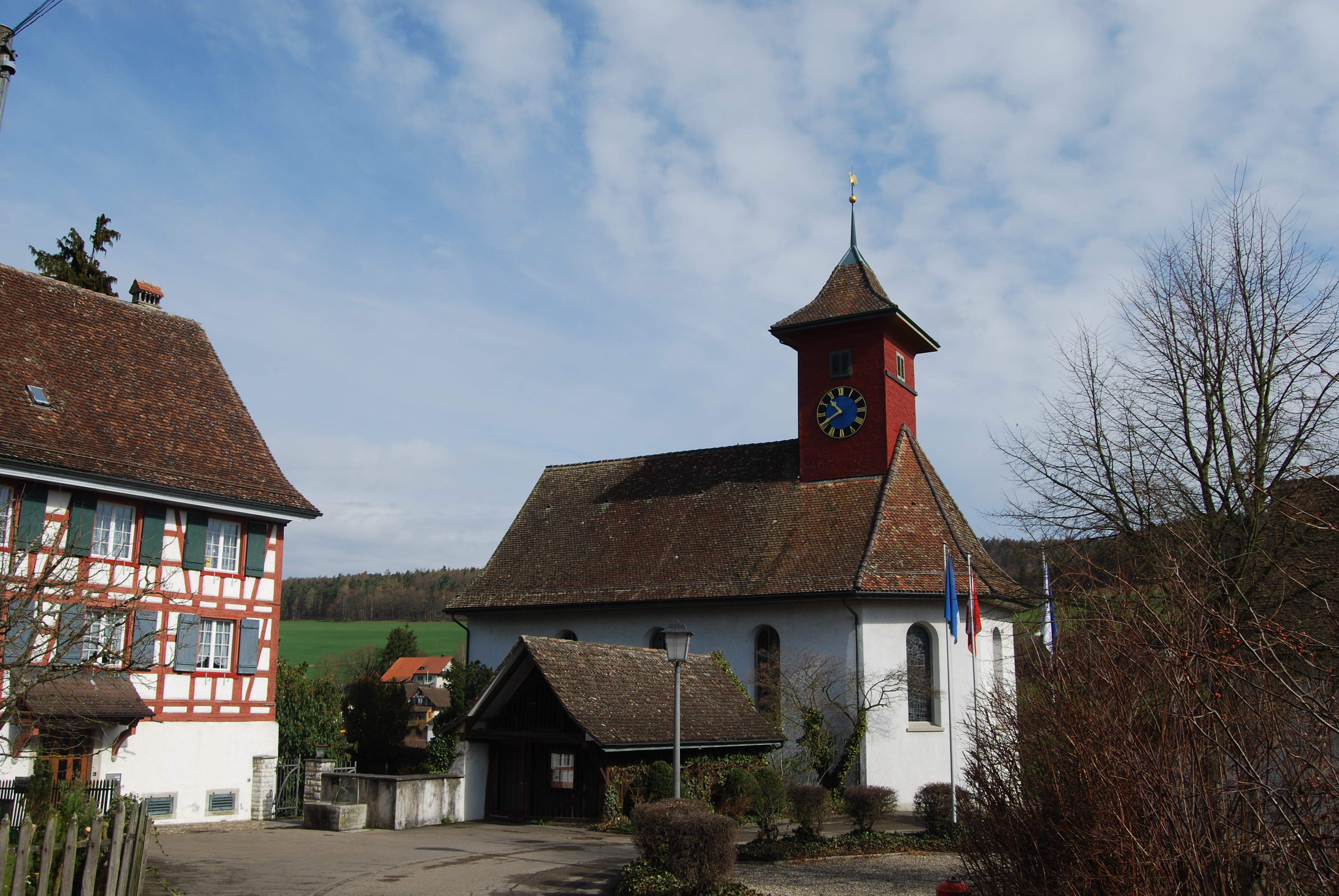
Kirche Bachs

Die Reformierte Kirche Bachs ist ein reformiertes Kirchengebäude in der Gemeinde Bachs, Schweiz.

## Geschichte
Die Kirche wurde 1713 bis 1714 nach Plänen von Hans Caspar Werdmüller erstellt. Wie bei der Kirche Weiach, die der Architekt 1706 vollendet hatte, wurde der Kirchhof als militärische Befestigung gegen die Grafschaft Baden angelegt. Das Pfarrhaus konnte 1729 eingeweiht werden. Bei einer Renovation in den 1760er-Jahren wurde die Kirche mit einem Dachreiter versehen. Im Register der Gebäudeversicherung von 1813 ist auch das Waschhaus erwähnt. Bei einer Renovation in den 1910er-Jahren wurde eine Heizung und die erste Orgel eingebaut. Bei einer weiteren Renovation in den 1960er-Jahren wurde die Empore in Stahlbeton erneuert und die Orgel ersetzt. Der Taufstein von 1714 wurde durch eine Kopie ersetzt und das Original ins Landesmuseum verbracht.

## Architektur
Das Gotteshaus ist eine typische Zürcher Landkirche der Barockzeit: Sie ist als Saalkirche mit polygonalem Abschluss konzipiert und verfügt am Kirchenschiff pro Seite drei Rundbogenfenster, weitere drei Fenster sind im Chor. Sie wurden bei der Renovation in den 1960er-Jahren mit postmodernen Glasmalereien von Robert Wehrlin versehen.
Das Hauptportal der Kirche befindet sich auf der Nordwestseite und ist durch einen Vorbau, ein sogenanntes Vorzeichen geschützt. Ein weiterer Eingang befindet sich auf der rechten Seite des Kirchenschiffs. Die Bedachung der Kirche besteht aus Biberschwanzziegeln. Der mit roten Eichenschindeln verkleidete Dachreiter wird von einem kleinen Zeltdach abgeschlossen. Er fungiert als Träger der drei Glocken und als Uhrtürmchen.
Der Innenraum ist für reformierte Kirchen typisch schlicht gestaltet und weist nur wenige dekorative Elementen auf. Der Chor ist gegenüber dem Langhaus um zwei Stufen erhöht. Die Kanzel mit Schalldeckel steht auf einem schlanken hohen Sandsteinsockel. Trotz der geringen Grösse der Kirche verfügt sie über eine Empore, auf der sich die Orgel befindet.

## Orgel
Die erste Orgel wurde 1915 eingebaut. Es war eine pneumatische Membranladenorgel von Orgelbau Kuhn aus Männedorf, die 5 klingende Register auf 2 Manualen und Pedal hatte. Sie wurde 1964 durch eine Schleifladenorgel der Firma Metzler Orgelbau ersetzt, die über 12 Register auf 2 Manualen und Pedal verfügt. 2015 wurde sie durch den Orgelbauer Johann Röhring aus dem neuenburgischen Les Geneveys-sur-Coffrane revidiert. Die Disposition beinhaltet:
| I Rückpositiv C–g3 |      |
| Gedackt            | 8′   |
| Gedacktflöte       | 4′   |
| Principal          | 2′   |
| Scharf             | 2⁄3′ |

| II Hauptwerk C–g3 (schwellbar) |       |
| Principal                      | 8′    |
| Rohrflöte                      | 8′    |
| Octave                         | 4′    |
| Quinte                         | 2 ⁄3′ |
| Mixtur                         | 1 ⁄3′ |

| Pedal C–f1 |     |
| Subbass    | 16′ |
| Octave     | 8′  |
| Quintade   | 4′  |

- Koppeln: II/I, II/P, I/P
- Traktur: Schleifladen, mechanische Spieltraktur, mechanische Registertraktur

## Geläut
Das Geläut der Kirche besteht aus drei Glocken. Die ersten Glocken wurden 1869 durch solche von der Glockengiesserei Keller in Unterstrass bei Zürich ersetzt. Bis 1953 wurden sie noch von Hand geläutet.
Das Geläut der Kirche besteht aus folgenden Glocken:
- Grosse Glocke (Ton: A; Gewicht: 1194 Pfund, Inschrift: Danket dem Herrn, denn er ist freundlich; läutet beim Gottesdienst, zur Betzeit am Samstag und am Sonntag, um 11:00 und um 16:00)
- Mittlere Glocke (Ton: Cis; Gewicht: 597 Pfund, Inschrift: Kommet zu mir alle, die ihr mühselig und beladen seid. Ich will euch Ruhe geben; läutet beim Gottesdienst, zur Betzeit am Morgen und am Abend)
- Kleine Glocke (Ton: E; Gewicht: 343 Pfund, Inschrift: Wachet, denn ihr wisset nicht, welche Stunde euer Herr kommt; läutet beim Gottesdienst und zur Betzeit am Samstag und am Sonntag. Früher läutete sie auch bei Beerdigungen von Kindern.)[4]

## Denkmalschutz
Die Kirche bildet zusammen mit dem Pfarrhaus, dem ehemaligen Waschhaus, einem Holzschopf und dem umfriedeten Kirchhof den Kirchenbezirk, der mit der KGS-Nummer 16575 als Objekt von kantonaler Bedeutung im Schweizerischen Inventar der Kulturgüter eingetragen ist. Er gilt zusammen mit ähnlichen Anlagen bei der Kirche Schönenberg und Weiach als Zeitzeuge für die religiösen Auseinandersetzungen im 17. und 18. Jahrhundert, als die territorialen Aussengrenzen von Zürich gegen katholische Gebiete verteidigt werden mussten. Die Kirche ist eine typische barocke Landkirche aus dem frühen 18. Jahrhundert und zählt zu den frühesten protestantischen Saalkirchen des Kantons.